# Aptinocoris
Aptinocoris is een geslacht van wantsen uit de familie van de Naucoridae (Zwemwantsen). Het geslacht werd voor het eerst wetenschappelijk beschreven door Montandon in 1897.

## Soorten
Het genus bevat de volgende soorten:

- Aptinocoris boikiki D. Polhemus & J. Polhemus, 1999
- Aptinocoris cheesmanae (La Rivers, 1971)
- Aptinocoris fenneri (La Rivers, 1971)
- Aptinocoris minutus D. Polhemus & J. Polhemus, 1999
- Aptinocoris papuus Montandon, 1897
- Aptinocoris sedlaceki (La Rivers, 1971)
- Aptinocoris sogeri D. Polhemus & J. Polhemus, 1999
- Aptinocoris ziwa D. Polhemus & J. Polhemus, 1999